# Малик ел Адил
Ел Малик ел Адил Сауф ел Дин Абу Бакр ибн Ајуб (1145—1218) био је ајубидски владар, млађи брат и наследник великог Саладина.

## Долазак на власт
Ел Адил је био син Најм ад Дин Ајуба и млађи брат Салах ад Дин Ајуба Саладина. Рођен је јуна 1145. године у Дамаску. На историјској сцени се по први пут појављује приликом трећег похода на Египат Ширкуа, Нур ад Диновог војсковође 1168/9. године (Крсташки походи на Египат). Након Нур ад Динове смрти Ел Адил постаје гувернер Египта заједно са својим братом Саладином. Мобилизовао је армију како би помогао своме брату у његовој борби против крсташа (1175—1183). Владар Алепа постао је 1183. године, али се 1186. године вратио у Египат како би га бранио од европских крсташа (Трећи крсташки рат). Након Саладинове смрти угушио је побуну Из ел Дина од Мосула. Наследио је свога брата на престолу Дамаска.

## Владавина
Након Саладинове победе у Трећем крсташком рату, Ел Адил је успео да одржи мир читаве две деценије. Са крсташима је одржавао добре односе у периоду од 1200. до 1217. године. Уредио је унутрашње стање своје земље. Увео је заједничку валуту и заједнички мерни систем.
Током читаве своје владавине, Ел Адил је избегавао сукобе са крсташима подстичући заједничку трговину са Европљанима. У томе није био у потпуности успешан; франачки крсташи напали су Розету 1204. године и Дамијету 1211. године. Ипак, то није пореметило добре односе између муслимана и крсташа. Мир је обновљен.

## Смрт
Године 1217. угарски краљ Андрија Арпад покреће нову крсташку армију ка Светој земљи. Ел Адил је био у потпуности неспреман за тај напад. Након низа пљачкашких похода Андрија се повлачи. Августа 1218. године до Ел Адила стиже шокантна вест да се још већа армија искрцала на територији његове државе и да је предузела напад на Дамијету. Ел Адил се разболео и умро на самом почетку Петог крсташког рата. Наследила су га тројица синова: Египат је припао Малик ел Камилу, Дамаск и Јерусалим Малик ел Муазаму, а Џизра Ел Ашрафу.